# Sainte-Croix-Volvestre
Sainte-Croix-Volvestre – miejscowość i gmina we Francji, w regionie Oksytania, w departamencie Ariège.
Według danych na rok 1990 gminę zamieszkiwało 585 osób, a gęstość zaludnienia wynosiła 30 osób/km² (wśród 3020 gmin regionu Midi-Pireneje Sainte-Croix-Volvestre plasuje się na 530. miejscu pod względem liczby ludności, natomiast pod względem powierzchni na miejscu 571.).